# J. Safra Sarasin Swiss Open Gstaad 2016
Il J. Safra Sarasin Swiss Open Gstaad 2016 è stato un torneo di tennis giocato sulla terra rossa. È stata la 102ª edizione del J. Safra Sarasin Swiss Open Gstaad, che fa parte dell'ATP Tour 250 nell'ambito dell'ATP World Tour 2016. Si è tenuto alla Roy Emerson Arena a Gstaad, in Svizzera, dal 18 al 24 luglio 2016.

## Partecipanti

### Teste di serie
| Giocatore | Nazione              | Ranking* | Testa di serie |
| --------- | -------------------- | -------- | -------------- |
| Spagna    | Feliciano López      | 20       | 1              |
| Francia   | Gilles Simon         | 28       | 2              |
| Spagna    | Albert Ramos Viñolas | 35       | 3              |
| Brasile   | Thomaz Bellucci      | 49       | 4              |
| Argentina | Guido Pella          | 51       | 5              |
| Spagna    | Fernando Verdasco    | 59       | 6              |
| Russia    | Michail Južnyj       | 63       | 7              |
| Francia   | Paul-Henri Mathieu   | 66       | 8              |

* Ranking all'11 luglio 2016.

### Altri partecipanti
I seguenti giocatori hanno ricevuto una wild card per il tabellone principale:
- Antoine Bellier
- Henri Laaksonen
- Johan Nikles

I seguenti giocatori sono passati dalle qualificazioni:

- Tristan Lamasine
- Yann Marti
- Jan Mertl
- Thiago Monteiro

Il seguente giocatore è entrato in tabellone come Lucky loser:
- Agustín Velotti

## Campioni

### Singolare
Feliciano López ha sconfitto in finale  Robin Haase con il punteggio di 6–4, 7–5.
- È quinto titolo in carriera per López, primo della stagione.

### Doppio
Julio Peralta /  Horacio Zeballos hanno sconfitto in finale  Mate Pavić /  Michael Venus con il punteggio di 7–6(2), 6–2.